# Onthophagus coracinus
Onthophagus coracinus är en skalbaggsart som beskrevs av Antoine Boucomont 1914. Onthophagus coracinus ingår i släktet Onthophagus och familjen bladhorningar. Inga underarter finns listade i Catalogue of Life.